# Breunusok
A breunusok alig ismert ókori raetiai nép Vindeliciában, az Alpok és a genaunusok törzse között, a mai Innsbrucktól délnyugatra. Fővárosukat, a Breunorum Caputot (feltehetőleg a mai Bruenecken) a genaunusokkal együtt Tiberius Drusus hódította meg.